# Division nationale (Schach) 2012/13
Die Division nationale (Schach) 2012/13 war die höchste Spielklasse der luxemburgischen Mannschaftsmeisterschaft im Schach.
Meister wurde De Sprénger Echternach, der den Titelverteidiger Cercle d'échecs Dudelange auf den zweiten Platz verwies. Aus der Promotion d'honneur waren der Schachklub Nordstad und die zweite Mannschaft von Le Cavalier Differdange aufgestiegen. Während Differdanges zweite Mannschaft den Klassenerhalt erreichte, musste Nordstad zusammen mit Esch Rochade Reine absteigen.
Zu den gemeldeten Mannschaftskadern siehe Mannschaftskader der Division nationale (Schach) 2012/13.

## Modus
Das Turnier war unterteilt in eine Vorrunde und eine Endrunde. Die acht teilnehmenden Mannschaften spielten zunächst ein einfaches Rundenturnier. Die ersten Vier spielten im Poule Haute um den Titel, die letzten vier im Poule Basse gegen den Abstieg. Über die Platzierung entschied zunächst die Summe der Mannschaftspunkte (2 Punkte für einen Sieg, 1 Punkt für ein Unentschieden, 0 Punkte für eine Niederlage), anschließend der direkte Vergleich und zuletzt die Zahl der Brettpunkte (3 Punkte für einen Sieg, 2 Punkte für ein Remis, 1 Punkt für eine Niederlage, 0 Punkte für einen kampflose Niederlage). Für die Endplatzierung wurden sowohl die Punkte aus der Vorrunde als auch die Punkte aus der Endrunde berücksichtigt.

## Spieltermine
Die Wettkämpfe wurden ausgetragen am 7. und 21. Oktober, 11. und 25. November, 16. Dezember 2012, 13. Januar, 3. Februar, 3. und 17. März und 21. April 2013.

## Vorrunde
Wie in den Vorjahren qualifizierten sich De Sprénger Echternach, Le Cavalier Differdange, Gambit Bonnevoie und Cercle d'échecs Dudelange für den Poule Haute. Die zweiten Tabellenhälfte erreichte gegen die erste keinen einzigen Mannschaftspunkt.

### Abschlusstabelle
| Pl. | Verein                                     | Sp | G | U | V | MP   | Brett-P. |
| --- | ------------------------------------------ | -- | - | - | - | ---- | -------- |
| 01. | Cercle d'échecs Dudelange (M)              | 7  | 5 | 2 | 0 | 12:2 | 128      |
| 02. | De Sprénger Echternach                     | 7  | 6 | 0 | 1 | 12:2 | 132      |
| 03. | Gambit Bonnevoie                           | 7  | 5 | 1 | 1 | 11:3 | 122      |
| 04. | Le Cavalier Differdange I. Mannschaft      | 7  | 4 | 1 | 2 | 9:5  | 130      |
| 05. | Schachklub Turm a Sprénger Matt Schëffleng | 7  | 3 | 0 | 4 | 6:8  | 114      |
| 06. | Le Cavalier Differdange II. Mannschaft (N) | 7  | 2 | 0 | 5 | 4:10 | 107      |
| 07. | Schachklub Nordstad (N)                    | 7  | 1 | 0 | 6 | 2:12 | 78       |
| 08. | Esch Rochade Reine                         | 7  | 0 | 0 | 7 | 0:14 | 80       |

### Entscheidungen
|     | Teilnehmer am Poule Haute: Cercle d'échecs Dudelange, De Sprénger Echternach, Gambit Bonnevoie, Le Cavalier Differdange I. Mannschaft                  |
|     | Teilnehmer am Poule Basse: Schachklub Turm a Sprénger Matt Schëffleng, Le Cavalier Differdange II. Mannschaft, Schachklub Nordstad, Esch Rochade Reine |
| (M) | Meister der letzten Saison |
| (N) | Aufsteiger der letzten Saison |

### Kreuztabelle
| Ergebnisse | Ergebnisse                                 | 01. | 02. | 03. | 04. | 05. | 06. | 07. | 08. |
| ---------- | ------------------------------------------ | --- | --- | --- | --- | --- | --- | --- | --- |
| 01.        | Cercle d'échecs Dudelange                  |     | 16  | 16  | 16  | 19  | 17  | 23  | 21  |
| 02.        | De Sprénger Echternach                     | 15  |     | 19  | 17  | 20  | 18  | 19  | 24  |
| 03.        | Gambit Bonnevoie                           | 16  | 13  |     | 17  | 17  | 18  | 21  | 20  |
| 04.        | Le Cavalier Differdange I. Mannschaft      | 16  | 15  | 15  |     | 18  | 20  | 23  | 23  |
| 05.        | Schachklub Turm a Sprénger Matt Schëffleng | 13  | 12  | 15  | 14  |     | 20  | 23  | 17  |
| 06.        | Le Cavalier Differdange II. Mannschaft     | 15  | 14  | 13  | 12  | 12  |     | 21  | 20  |
| 07.        | Schachklub Nordstad                        | 9   | 12  | 11  | 8   | 9   | 11  |     | 18  |
| 08.        | Esch Rochade Reine                         | 11  | 8   | 12  | 8   | 15  | 12  | 14  |     |

## Endrunde

### Poule Haute
Nach der 8. Runde hatten noch alle vier Mannschaften Titelchancen, der Tabellenführer Echternach und der Viertplatzierte Differdange lagen nur zwei Punkte auseinander. Nachdem Echternach und Dudelange in der 9. Runde gewannen, entschied der direkte Vergleich in der letzten Runde über den Titel, den Echternach durch einen knappen Sieg gewann.

#### Abschlusstabelle
| Pl. | Verein                                | Sp | G | U | V | MP   | Brett-P. |
| --- | ------------------------------------- | -- | - | - | - | ---- | -------- |
| 01. | De Sprénger Echternach                | 10 | 8 | 1 | 1 | 17:3 | 183      |
| 02. | Cercle d'échecs Dudelange (M)         | 10 | 6 | 2 | 2 | 14:6 | 176      |
| 03. | Gambit Bonnevoie                      | 10 | 5 | 3 | 2 | 13:7 | 166      |
| 04. | Le Cavalier Differdange I. Mannschaft | 10 | 5 | 2 | 3 | 12:8 | 179      |

#### Entscheidungen
|     | Luxemburgischer Meister: De Sprénger Echternach |
| (M) | Meister der letzten Saison                      |

#### Kreuztabelle
| Ergebnisse | Ergebnisse                            | 01. | 02. | 03. | 04. |
| ---------- | ------------------------------------- | --- | --- | --- | --- |
| 01.        | De Sprénger Echternach                |     | 17  | 16  | 18  |
| 02.        | Cercle d'échecs Dudelange             | 15  |     | 20  | 13  |
| 03.        | Gambit Bonnevoie                      | 16  | 12  |     | 16  |
| 04.        | Le Cavalier Differdange I. Mannschaft | 14  | 19  | 16  |     |

### Poule Basse
Bereits nach der ersten Runde standen Nordstad und Esch als Absteiger fest.

#### Abschlusstabelle
| Pl. | Verein                                     | Sp | G | U | V | MP    | Brett-P. |
| --- | ------------------------------------------ | -- | - | - | - | ----- | -------- |
| 05. | Schachklub Turm a Sprénger Matt Schëffleng | 10 | 5 | 0 | 5 | 10:10 | 170      |
| 06. | Le Cavalier Differdange II. Mannschaft (N) | 10 | 4 | 0 | 6 | 8:12  | 159      |
| 07. | Schachklub Nordstad (N)                    | 10 | 2 | 0 | 8 | 4:16  | 114      |
| 08. | Esch Rochade Reine                         | 10 | 1 | 0 | 9 | 2:18  | 122      |

#### Entscheidungen
|     | Absteiger in die Promotion d'honneur: Schachklub Nordstad, Esch Rochade Reine |
| (N) | Aufsteiger der letzten Saison                                                 |

#### Kreuztabelle
| Ergebnisse | Ergebnisse                                 | 05. | 06. | 07. | 08. |
| ---------- | ------------------------------------------ | --- | --- | --- | --- |
| 05.        | Schachklub Turm a Sprénger Matt Schëffleng |     | 14  | 22  | 20  |
| 06.        | Le Cavalier Differdange II. Mannschaft     | 18  |     | 20  | 14  |
| 07.        | Schachklub Nordstad                        | 8   | 11  |     | 17  |
| 08.        | Esch Rochade Reine                         | 12  | 18  | 12  |     |

## Die Meistermannschaft
| 1.            | De Sprenger Echternach |
| Schachfiguren | Alberto David, Robert Hübner, Andrij Sumez, Thomas Henrichs, Michael Wiedenkeller, Slim Belkhodja, Yuri Boidman, Claude Wagener, Gleb Voropaev, Serge Brittner, Gerd Gnichtel, Michael Trauth, Axel Doison, Paul Oberweis, Wenke Henrichs, Ken Adam. |